# 新木宏典
新木宏典（荒木宏文）（1983年6月14日—），日本演員。所屬經紀公司為株式会社Watanabe Entertainment，是D-BOYS的成員之一。於2023年6月14日40歲生日活動中，宣佈將藝名改為新木宏典。

## 經歷
2004年12月、加入D-BOYS。
2005年1月、演出『網球王子音樂劇  in winter 2004-2005 side 山吹 feat. 聖魯道夫學院』乾 貞治一角出道，作為「2代」活躍並受注目。
2006年3月、在網球王子音樂劇的『Dream Live 3rd』中畢業、同年5月上映的『網球王子 真人版電影』中再次演出乾 貞治 一角。
在網球王子OVA作品中，當任對戰學校『四天寶寺』的選手之一「財前 光」的配音員。
2007年2月、在特攝片超級戰隊系列『獸拳戰隊激氣連者』中飾演理央 一角。
同時為理央變身型態「黒獅子理央 / 幻獸王理央」配音。
2008年11月、在電影『夏休みのような1ヵ月』飾演純也 一角完成初主演。
2010年3月、成為就『D☆DATE』成員之一。
2015年4月1日、發行了首張個人單曲「Next Stage」，首次登上Oricon公信榜第8名。
2016年2月10日、發售第二張單曲「STELLAR」，登上Oricon公信榜第6名。
2018年12月31日、以『刀劍亂舞音樂劇』的笑面青江一角，出演了『第69回NHK紅白歌合戰』的企劃單元。
2023年6月14日、於40歲生日活動中，宣佈將藝名改為新木宏典。

## 演出作品

### 電視節目
- DD-BOYS（2006年4月10日 - 9月25日、朝日電視台）
- D-BOYS BE AMBITIOUS（2010年7月 - 12月、東京電視台、BS Japan）
- ズキ☆アラ 〜Don't Trust Over30〜 （页面存档备份，存于）（2013年4月7日 - 7月28日、BS富士）
- ズキ☆アラ 2ndシーズン 〜Don't think, Just feel〜 （页面存档备份，存于）（2013年8月4日 - 9月29日、BS富士）

### 電視劇
- The・Hit Parade～改變藝能界的男人・渡辺晉物語～（2006年5月26日・27日、富士電視台）- 飾 年輕時的老虎樂隊的成員
- 新三人時代（另譯 水漾青春）第3話（2006年7月 - 9月、朝日電視台）- 飾 今井
- 獸拳戰隊激氣連者（2007年2月 - 2008年2月 、朝日電視台・東映）- 飾 臨獸殿首領 理央 // 黑獅子理央、幻獸王理央(配音)
- 談判尤物 第7話、第8話（2008年2月21日・2月28日、朝日電視台）- 飾 酒井貴史
- えいせい魂「イケない足し算 A+B」第4話（2008年7月27日、BS Japan)
- LOVE17（2008年12月28日、名古屋電視台(NBN)）- 飾 竹下誠
- 必殺仕事人2009 第1話（2009年1月9日、朝日電視台）- 飾 次郎
- 天生妙手（2009年4月11日 - 、TBS電視台）- 飾 西村學
- LOVE GAME 第13話（2009年7月17日、日本電視台(NTV)）- 飾 青柳隼人
- 都市伝説セピア 死者恋 （2009年7月26日、WOWOW）- 飾 朔田公彦
- 新撰組 PEACE MAKER（2010年1月 - 3月、毎日放送(MBS)・TBS電視台）- 飾 吉田稔麿
- 白色榮光2 紅將軍的凱旋 第3話（2010年4月20日、富士電視台）- 飾 塚田浩之
- 宇宙犬作戦 第2話（2010年7月23日、東京電視台）- 飾 バクト
- 警視庁繼續捜査班 第6話（2010年8月26日、朝日電視台）- 飾 塚本尚樹
- 黑金丑島君 第5話 - 第8話（2010年11月 - 12月、TBS電視台・毎日放送(MBS)）- 飾 芳則
- 天堂之花（2011年1月 - 3月、TBS電視台）- 飾 真中祐一郎
- GOOD LIFE～謝謝你，爸爸。再見～（另譯 我的傻爸爸）（2011年4月 - 6月、富士電視台〔關西電視台製作〕） - 飾 細川良二
- 東野圭吾 懸疑故事 第四話 玲子與REIKO（2012年7月26日、富士電視台） - 飾 阿藤
- SUGARLESS（無糖）（2012年10月 - 12月、日本電視台） - 飾 三田實/サンタ
- 高校入試（2012年10月 - 12月、富士電視台） - 飾 澤村哲也
- 高中歌劇團☆男子組（2012年10月6日、中部日本放送(CBC)製作・TBS電視台） - 飾 町田祐二

### 電影
- 嗤笑伊右衛門
- 網球王子真人電影版（2006年） - 飾 乾貞治
- 純愛新娘（2006年）
- 獸拳戰隊激氣連者劇場版 你你!好好!香港大決戦（2007年）- 飾 臨獸殿首領 理央 // 黑獅子理央(配音)
- 《a》symmetry 不對稱（2008年）- 主演 巽慎一郎 (與和田正人雙主演)
- 鐵馬頑童（2008年）
- 像暑假般的一個月（2008年）- 主演 純也 (與山崎育三郎雙主演)
- 大河浪漫三部曲 之「大奧-浮繪悲戀」（2008年）- 主演 浮島
- 20世紀少年 第二章 最後的希望（2009年）- 飾 布拉德妮
- Beatrock☆Love（2009年）- 主演 アキ(AKI)
- 炎神戰隊轟音者 VS 獸拳戰隊激氣連者（2009年）- 飾 臨獸殿首領 理央 // 黑獅子理央(配音)
- 華鬼（2009年11月）- 主演 木籐華鬼
- 欺凌遊戲（2010年9月）- 主演 小久保英明

### 手機配信戲劇
- GIFT〜今夜為您送上幸福時光。〜（2010年2月 - 4月、BeeTV） - 飾演 早乙女遼平

### 舞台劇
- 《網球王子舞台劇》（2004年 - 2006年) - 飾 乾貞治
  - in winter 2004-2005 side 山吹 feat. 聖魯道夫學院　
  - Dream Live 2nd　
  - The Imperial Match 冰帝學園　
  - The Imperial Match 冰帝學園 in winter 2005-2006　
  - Dream Live 3rd
- limit 〜你的故事是什麼呢?〜（2006年6月）
- 夢的小盒子繫上緞帶 －改訂版－（2006年11月）
- OUT OF ORDER 〜偉人傳心〜（2007年3月）
- 《D-BOYS STAGE》
  - vol.1「完売御禮」（2007年）- 飾 長塚三郎/坂本竜馬
  - Vol.2「LAST GAME〜最後的早慶戰〜」（2008年）- 主演 相本芳彦
  - Vol.3「鴉〜KARASU〜 10」（2009年10月）- 飾 寅吉
  - 2010 trial-3「America」（2010年11月）- 飾 加藤清
  - 2011 秋公演「檢察方面的證人～麻布廣尾町殺人事件～」（2011年10月-11月）- 飾 藤堂新之介
  - 2012 10th「寂寞的磁石」（2012年4月 - 5月）- 飾 徹
- 斜塔〜シャトウ〜（2008年10月 - 11月） - 飾演藤枝宗一
- 強風吹拂（2009年1月8日～18日）- 飾演 榊浩介
- 里見八犬傳（2012年11月16日～26日）- 飾演 犬飼現八
- 有尾巴的夥伴們3 （2013年11月19日～22日）
- 帥哥落語 第三幕 （2014年2月6日～11日）
- 體操男孩 FINAL.（2014年6月～7月）- 飾演 顧問
- 舞台「文豪Stray Dogs 黑之時代」（2018年9月～10月）- 飾演 坂口安吾

### 動畫配音
- 網球王子 - 飾 財前 光 
  - 全國大賽篇 vol.5（2006年11月）
  - 全國大賽篇 Semifinal vol.1 - vol.3（2007年6月 - 2008年1月）
  - ANOTHER STORY 〜過去と未来のメッセージ vol.2（2009年9月）
  - ANOTHER STORYⅡ〜アノトキノボクラ vol.1 - vol.2（2011年8月 - 10月）
- 新網球王子 - 飾 財前 光
  - TV版 （2012年1月 - 3月）
  - Blu-ray＆DVD （2012年4月 - 2013年4月）
  - OVA vs Genius10 （2014年10月 - 2015年6月）

### 廣播
- D-BOYS BE AMBITIOUS（2010年9月 - 12月、InterFM）
- D-RADIO BOYS SUPER feat.鈴木裕樹 荒木宏文（2011年10月 - 12月、bay-fm）
- D-RADIO BOYS SUPER feat.D☆DATE（2012年10月開始至今、bay-fm）

### 原創錄影帶
- 獸拳戰隊激氣連者 VS 轟轟戰隊冒險者（2008年、東映） - 主演 理央(臨獸殿首領黑獅子)

### 相關書籍
寫真集
- D-BOYS寫真集 D-BOYS
- D-BOYS寫真集 START!
- 將&理央DOUBLE BOOK
- 獣拳戦隊ゲキレンジャー　キャラクターブック01
- 獣拳戦隊ゲキレンジャー パーフェクトファンブック PiKa PiKa
- D☆DATE TOUR 2012 〜DATE A LIVE〜（2012年9月、セブンネット）

個人寫真集
- Prince Series D-BOYS Collection 荒木宏文（2007年4月、学習研究社）
- 荒木宏文 2nd 寫真集「いつもそばに」（2008年5月、学習研究社）
- ZUKKIARA系列「－360°」（2009年8月、学習研究社）
- ARAKI HIROFUMI PHOTO BOOK 〜REINCARNATION〜（2010年10月、SQUARE ENIX）

電子書
- Book Trailer「蟹工船」

### DVD
- Prince Series D-BOYS Collection 荒木宏文(2007年5月)
- D-BOYS BOY FRIEND SERIES vol.4 荒木宏文「SUGAO」(2009年10月)

### CD
D☆DATE
- 單曲
  - あと1cmのミライ（2010年12月1日）
  - CHANGE my LIFE（2011年4月6日）
  - DAY BY DAY（2011年7月27日）
  - Love Heaven（2012年1月11日）
  - JOKER（2012年2月22日）
  - GLORY DAYS（2013年6月12日）

- 專輯
  - 1st DATE（2012年4月25日）
- DVD
  - D☆DATE 1st Tour 2011 Summer DATE LIVE 〜手をつないで〜（2011年12月21日）
  - D☆DATE TOUR 2012 〜DATE A LIVE〜（2013年1月1日）

LOVE DIVING (電影BEATROCK☆LOVE裡的樂團)
- 單曲
  - Shout It Loud（2009年2月18日）
- 專輯
  - BEATROCK☆LOVE（2009年3月4日）

網球王子
- THE BEST OF RIVAL PLAYERS XXXV Kenya Oshitari＆Hikaru Zaizen 『Winning Shot』

## 外部連結
- 荒木宏文オフィシャルブログ「チェック済」 （页面存档备份，存于） (2013.06.03～)
- D-BOYS
- 荒木宏文BLOG

| 前任： 齋藤康嘉 （轟轟戰隊冒險者） | 日本超級戰隊系列黑色戰士演員 獸拳戰隊激氣連者 2007年2月18日-2008年2月10日 | 繼任： 海老澤健次 （炎神戰隊轟音者） |